# Бунчиха (река)
Бунчи́ха (в верховье Песошня) — река в Ступинском районе Московской области России, левый приток Каширки.
Исток — восточнее села Куртино, устье — ниже моста автодороги Ступино — Малино, напротив деревни Тростники.
Длина — 12 км. Долина глубоко врезанная, очень живописная, окаймлённая берёзовым лесом. Равнинного типа. Питание смешанное, преимущественно снеговое и почвенное. Бунчиха замерзает в ноябре — начале декабря, вскрывается в конце марта — апреле.
На Бунчихе расположены деревни Песочня (выше которой реку обычно называют Песошня), Родоманово, Гладково и село Куртино. На картах XIX и начала XX века для названия реки использовался гидроним Песоченка.

## Притоки
Бунчиха имеет несколько притоков, большинство которых питают ключи, бьющие в их нижнем течении. В верхнем течении притоков сток носит сезонный паводковый характер.
Основными левыми притоками являются:
- Ручей Куртинский, устье на южной окраине села Куртино, имеет левый приток и пруды, длина около 2,5 км.
- Ручей Родомановский, устье на западной окраине д. Родомановка, в верхнем течении имеет пруды, длина около 2 км.
- Ручей Гладковский, устье на восточной окраине д. Гладково, длина около 1 км.
- Ручей Песочненский, устье на западной окраине д. Гладково, длина около 2,5 км.
- Ручей Хрулёвский, устье ниже д. Песочня, длина около 1 км.
- Ниже устья ручья Хрулёвского имеется несколько безымянных ручьев с ключевым питанием и небольшой длины, текущих в оврагах. Основными правыми притоками являются:
- Ручей безымянный, устье на западной окраине д. Гладково, имеет пруд, длина около 1,5 км.
- Ручей Матчинский, устье между д. Гладково и д. Песочня, исток севернее д. Матчино, имеет пруд в среднем течении, длина около 1 км.
- Ручей Сухая Песочня, устье ниже д. Песочня, исток юго-восточнее СНТ «Машиностроитель-9» городского поселения Малино, длина около 3 км.